# Нитки

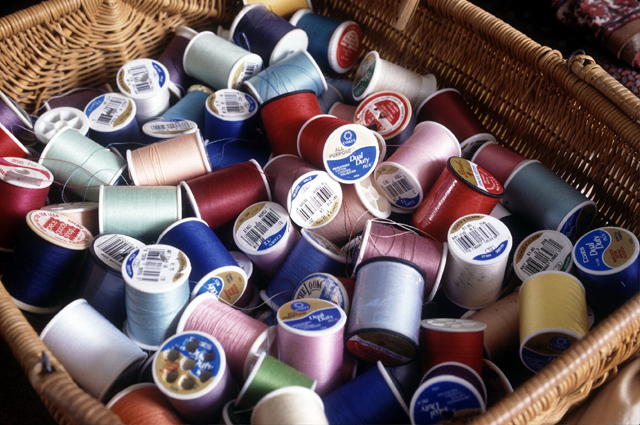
Котушки з різнокольоровими нитками

Нитка — загальна назва тонкоскрученного матеріалу, що має малий діаметр. Випускаються нитки на: котушках, жорстких паперових гільзах, у мотках, бобінах, і куфтах.
Нитка — це довга нитка матеріалу, яка часто складається з кількох ниток або волокон, яка використовується для з’єднання, створення або декорування текстильних виробів. На початку людства єгиптяни були відомі тим, що виготовляли нитки з рослинних волокон, вовни та волосся

## Види ниток

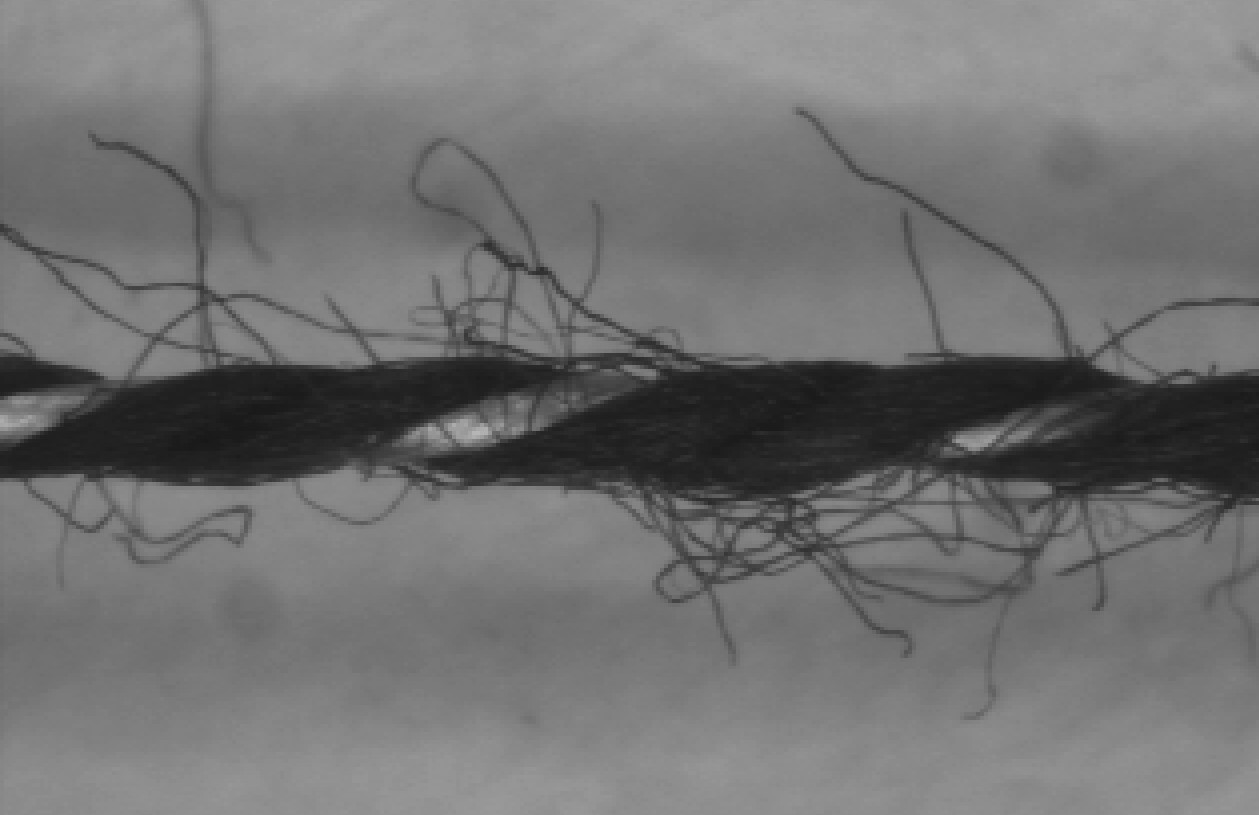
Нитки швейні бавовняні, при триразовому збільшенні

Як матеріал, нитки можуть бути натуральними (з пряжі гребеневого чесання), або синтетичними (як основа використовується синтетичний матеріал, у тому числі скловолокно).
За видом і маркою нитки можуть бути: сирові, матові і глянсові. Матові нитки, що випускаються із спеціальним жировим покриттям, називаються «взуттєві».
За кольором нитки можуть бути: сирові, білі, чорні і кольорові. Ідіома «шито білими нитками» означає явну фальсифікацію.
Поділяються на торговельні номери: 00, 10, 20, 30, 40, 50, 60, 80, 100 і 120.
Нитки в три шари складання виробляються багатокруточними. Нитки в шість, дев'ять і дванадцять шарів складання виробляються двокруточними.
Залежно від зовнішнього вигляду нитки кожної марки поділяються на два сорти: перший і другий.

## Сорт нитки і критерії якості
Визначення сорту ниток проводиться шляхом зовнішнього огляду пакувань. Бобіни і гільзи підлягають огляду з усіх боків. Виявлені дефекти ниток оцінюються в умовних одиницях-балах.
Сорт ниток встановлюється залежно від сумарної балової оцінки зразка в 100 пакувань при довжині нитки на пакування 200м: для білих ниток першого сорту — не більше 50 балів і другого сорту — не більше 12 балів;
для суворих, кольорових і чорних ниток першого сорту — не більше 40 балів і другого сорту — не більше 120 балів.
Використовувана в критерії сума балів збільшується або зменшується пропорційно загальній довжині нитки.
В пакуванні ниток не допускається:
- Суміш різних номерів;
- Забарвлення смугами;
- Ворсистість по всій котушці;
- М'яке намотування;
- Переповнене намотування з обпаданням витків;
- Пропуски або викинуті нитки по всьому пакуванню;
- Більш 100 вузлів на поверхні пакувань у зразку зі 100 пакувань.

## Довжина намотування
Довжина намотування ниток, що випускаються на котушках, гільзах і бобінах — 400, 500, 1000, 2500, 5000 і 6000 м.
Довжину нитки визначають одним із двох способів:
- Для ниток з довжиною намотки, зазначеної на етикетці від 20 до 500 м включно — безпосереднім розмотуванням кожного пакування;
- Для ниток з довжиною намотки, зазначеної на етикетці понад 500 м — зіставленням ваги ниток нетто на пакуванні з вагою відмотаних з неї ж 100 м ниток.

Стандартна довжина намотування матових і глянсових ниток наступна:
- На котушках — 100, 200, 400 і 500 м;
- На жорстких паперових гільзах і бобінах — 400, 500, 1000, 2500, 5000 і 6000 м.

Намотування на пакуванні повинне бути рівномірним і щільним.

## Маркування ниток
Нитки, в залежності від виду пакування маркуються:
- На котушках, гільзах і бобінах — етикетками;
- У пачках — пачечними етикетками або наклейками;
- У ящиках і тюках — ярликами.

Нитки, намотані на котушки, маркуються етикетками, наклеєними з обох торців котушки.
Нитки, намотані на циліндричні гільзи, маркуються круговою етикеткою по поверхні циліндра намотування.
Нитки, намотані на конусні бобіни, маркуються на внутрішній стороні паперового конуса круговою етикеткою або наклейкою.